# Pseudococculinidae
Famille
Les Pseudococculinidae sont une famille de gastéropodes cosmopolites pouvant vivre aussi bien à 40 m qu'à 5 700 m de profondeur. Les spécimens de cette famille mesurent entre 1,5 et 15 mm et se reconnaissent à leur coquille ovale en forme de capuchon.

## Liste des genres
Selon World Register of Marine Species (16 février 2024) :
- Amphiplica Haszprunar, 1988
- Bandabyssia Moskalev, 1976
- Copulabyssia Haszprunar, 1988
- Kaiparapelta B. A. Marshall, 1986
- Kurilabyssia Moskalev, 1976
- Mesopelex B. A. Marshall, 1986
- Notocrater Finlay, 1926
- Pseudococculina Schepman, 1908
- Punctabyssia J. H. McLean, 1991
- Tentaoculus Moskalev, 1976
- Yaquinabyssia Haszprunar, 1988

Le WoRMS raccroche directement ces genres à la famille des Pseudococculinidae sans passer par des sous-familles.

## Classification
Le nom valide complet (avec auteur) de ce taxon est Pseudococculinidae Hickman (d), 1983.